# Тулиголовська волость
Тулиголовська волость — адміністративно-територіальна одиниця Глухівського повіту Чернігівської губернії.
Основні поселення волості 1859 року:
- Тулиголове — село казене, козацьке та власницьке при річці Реті за 20 версти від повітового міста, 2319 особи (1157 осіб чоловічої статі та 1172 — жіночої), 315 дворових господарств, 2 православні церкви, станова квартира 1-го стану, поштова станція, 2 винокуренних заводи.
- Чорториги — село казене та власницьке при протоці річки Сливки за 15 верст від повітового міста, 2711 осіб (1268 осіб чоловічої статі та 1443 — жіночої), 448 дворових господарств, 2 православні церкви, поштова станція, винокуренний завод.